# Unbewusste Wünsche
Unbewusste Wünsche sind nach dem ursprünglichen Konzept von Sigmund Freud maßgeblich an der Traumbildung beteiligt. Die Wunscherfüllung durch zumindest ansatzweise Bewusstwerdung im Traum war eines der grundlegenden Ergebnisse seiner Traumdeutung, auch wenn hierbei die Wirkung der Zensur zu berücksichtigen ist. Aufgrund der Wunscherfüllung konnte der Traum als „Wächter des Schlafes“ bezeichnet werden. Die Triebkraft zur Traumbildung muss nach Freuds Theorie des Traums von einem dem Unbewussten angehörigen Wunsch bereitgestellt werden. Diese Annahmen dienten Freud später als Voraussetzungen zur Darstellung von speziellen Über-Ich-Strukturen (bzw. Ich-Ideal). Sie wurden von verschiedenen späteren Autoren aufgegriffen, da es sich erwiesen hatte, dass diese Annahmen auch bei Störungen der Wunscherfüllung anwendbar sind. Bei gestörter Wunscherfüllung wird von  unbewussten Konflikten oder inneren Konflikten gesprochen. - Im Gegensatz zu biologischen Ansätzen in der Psychiatrie dient das Konzept der „unbewussten Konflikte“ als psychosoziales Erklärungsmodell in der Sozialpsychiatrie.

## Psychodynamisches Modell
Die Annahme von unbewussten Wünschen verhalf Freud zur Darstellung der Psychologie von Traumvorgängen. Dabei ging er weiter davon aus, dass die Tagesreste der Erinnerung ihre Spuren im System Vbw hinterlassen. Diese würden sozusagen den Kristallisationspunkt bilden für die Übertragung unbewusster Vorstellungsinhalte, die ohne entsprechende Tagesreste psychodynamisch nicht bewusstseinsfähig wären. Dieses Modell eignet sich gleichermaßen zur Beschreibung gesunder wie gestörter psychischer Abläufe. Die psychodynamischen Bedingungen der adäquaten Entwicklung und affektiven Besetzung von unterschiedlichen Instanzen im Strukturmodell der Psyche sind Gegenstand der Beurteilung des Strukturniveaus.
Im Zentrum des Unbewussten („erstes topisches Modell“)  (1900) stehen für Freud die dualen Triebe, letztlich Sexualität und Aggression.
Für Kernberg (2014) sind die beiden Triebe („duale Triebtheorie“) als grundlegende motivationale Systeme zu verstehen, welche die unbewussten Konflikte und Symptombildungen bestimmen. Kernberg entwickelt den Gedanken weiter, indem er die Frage stellt, ob es die (dualen) Triebe sind, die als primäre motivationale Systeme gelten sollten, oder die Affekte. Denn Affekte implizierten immer auch Repräsentanzen. So das „affektive Repräsentanzen“ die Elemente komplexer motivationaler Entwicklungen sind und so das Triebkonzept ersetzen könnten. 
Die Triebe im Sinne Freuds bzw. motivationalen Systeme („affektive Repräsentanzen“) nach Kernberg u. a., treten aber nur indirekt auf, sie drängten, zum Beispiel, in Form von Fantasien, Wünschen, Symbolisierungen etc. ins Bewusstsein; damit dient der Traum der Erfüllung eines unbewussten Wunsches. 
Sie unterlägen einer „primärprozesshaften“ Bearbeitung, zum Beispiel durch Verschiebung und Verdichtung, was nach Freuds Meinung nicht nur typisch für das Traumgeschehen sei, sondern auch das Denken der frühen Kindheit bestimmten.

## Phasenschema der Psychoanalyse
Das von Freud beschriebene Schema der kindlichen Entwicklungsphasen dient als Anhaltspunkt für die Beschreibung entsprechender phasenspezifischer Grundkonflikte. Freud unterschied zwischen oraler, analer und phallischer Phase, an die sich die Latenz-Periode und schließlich die genitale Phase anschließt. Das Ich kann durch gestörte Entwicklungsverläufe in der Kindheit geschwächt sein. Dadurch kann die Aufgabe einer Vermittlung zwischen den gegensätzlichen Ansprüchen des Es und des Über-Ichs nicht optimal erfüllt werden. Als phasenspezifischer primärer Grundkonflikt gilt z. B. der Ödipuskonflikt. Dieser ist spezifisch für die phallische Phase.